# Thursday’s Child (Hartnett)
Thursday’s Child ist ein mehrfach ausgezeichneter Jugendroman der australischen Schriftstellerin Sonya Hartnett, der im Jahr 2000 beim Verlag Penguin Books Australia veröffentlicht wurde.

## Inhalt
Erzählerin der Geschichte ist die zu Beginn siebenjährige Harper Flute, die mit ihren Eltern, dem älteren Bruder Devon, der älteren Schwester Audrey und den beiden jüngeren Brüdern Tin und Caffy in den 1930er Jahren während der Weltwirtschaftskrise in Australien am Land aufwächst. Die Familie lebt in bitterer Armut und kämpft ums tägliche Überleben. Der Vater verdient sein Geld damit, Kaninchen zu fangen und deren Felle zu verkaufen. Tin, der an einem Donnerstag geboren ist, überlebt nur knapp bei einem Erdrutsch im nahegelegenen Bach, aus dem er sich selbst befreien kann. Ab diesem Erlebnis beginnt er, Löcher und endlose Tunnel zu graben. Er hält sich fast nur noch unter der Erde auf und seine Familie bekommt ihn immer seltener zu Gesicht. Den Vater erinnert Tins Buddelei an seine eigene Zeit im Ersten Weltkrieg, als er zusammen mit anderen Soldaten unzählige Schützengräben errichten musste.
Als die Familie durch eine Erbschaft zu etwas Geld kommt, werden drei Kühe, ein paar Hühner und ein Pferd erworben. Tins unterirdisches Tunnelsystem führt dazu, dass die Hütte, in der Harper mit ihrer Familie wohnt, einstürzt. Mit dem Holz einer nicht mehr benötigten Scheune des reichen Schweinebauern Mr. Cable und der Hilfe der Nachbarn gelingt es, ein neues Haus zu bauen. Für einen Brunnen werden mehrere Bohrlöcher gegraben, ehe tatsächlich auf Wasser gestoßen wird. Caffy kommt ums Leben, als er in einen dieser Brunnenschächte fällt.
Der Verkauf von Kaninchenfellen bringt mittlerweile so gut wie kein Geld mehr ein. Gebeutelt von den vielen Schicksalsschlägen und dem Eindruck der Hoffnungslosigkeit, fängt der Vater zu trinken kann. Unter dem Vorwand, der Familie finanziell unter die Arme greifen zu wollen, bietet Mr. Cable an, Audrey als Haushälterin einzustellen. Diese lehnt zuerst ab, doch als kurz später die drei Kühe und die Hühner gestohlen werden, willigt sie schließlich doch noch ein. Das Gerücht geht um, dass Mr. Cable hinter dem Diebstahl steckt, um Harpers Schwester durch die finanzielle Notlage ihrer Familie doch dazu zu bringen, für ihn zu arbeiten. Devon hat genug von der Armut seiner Familie und verlässt diese, sodass Harper ab sofort nur noch alleine mit den Eltern zu Hause wohnt.
Als Audrey nach einiger Zeit völlig aufgelöst von ihrem Arbeitgeber nach Hause kommt, erlauscht Harper, dass ihr Mr. Cable offenbar an die Wäsche gegangen ist. Der Vater bricht daraufhin mit einem Gewehr auf, um den Schweinebauern zur Rede zu stellen. Die Mutter bittet Harper, ihm zu folgen und ihn von einer folgenschweren Tat abzuhalten. Die Schweinefarm ist allerdings verlassen und von Mr. Cable fehlt jede Spur. Harper hat zwar keine Beweise, aber als sie selbst in ein Loch im Boden fällt, ist sie sich sicher, dass Tin den Bauern in einen seiner vielen Tunnel stürzen hat lassen und dadurch getötet hat. Im Ort verbreitet sich hingegen das Gerücht, dass Mr. Cable die Flucht ergriffen habe, nachdem er damit rechnen habe müssen, dass Audreys Vater ihn zur Rechenschaft ziehen werde.
Die mittlerweile zwölfjährige Harper sieht ihren Bruder Tin ein allerletztes Mal, als dieser bei den Flutes mit einem in Lumpen gewickelten Klumpen auftaucht, der sich als großer Goldbrocken erweist. Jahre später ziehen Audrey und Harper in ein Haus am Meer. Ihren Vater hat das Goldfieber gepackt und er ist sich sicher, weitere Goldnuggets finden zu können. Die mittlerweile erwachsene Harper vermisst Devon, ihre Eltern, aber auch Tin, obwohl dieser wegen seiner unterirdischen Tätigkeit – von der sie überzeugt ist, dass er diese nicht des Goldes wegen macht – schon seit langem mehr einem Tier als einem menschlichen Wesen ähnelt.

## Rezeption
Nicholas Tucker schreibt in seiner Buchrezension: „Sonya Hartnett, eine der originellsten zeitgenössischen Autorinnen Australiens, wurde vielfach ausgezeichnet, darunter mit dem hoch dotierten Astrid-Lindgren-Gedächtnispreis. In diesem Roman erschafft sie eine eindringliche, traumartige Atmosphäre und zeichnet ein gestochen scharfes Bild der Armut, die sie selbst als Kind erfahren hat. Beißende Dialoge ergänzen schonungslose Charakterbilder, wie das des üblen Nachbarn Mr. Cable, der Harpers älterer Schwester nachstellt. Jeder Satz dieses herausragenden Jugendromans sitzt perfekt – absolut empfehlenswert.“ Die US-amerikanische Kinderbuchautorin Ellen Wittlinger meinte über den Roman: „Sonya Hartnett hat eine eindringliche Geschichte geschrieben, die tief in das verborgene Leben von Kindern eindringt. Wunderschön geschrieben und unendlich befriedigend.“ und die Autorin Carolyn Coman urteilte: „Thursday’s Child ist eine brillant erzählte Geschichte – tief und traumhaft in ihrer Entfaltung und fesselnd und glaubwürdig in der wilden, extremen Welt, die sie erschafft. Hartnetts wunderschön gezeichnete Atmosphäre hat mich von Anfang an in ihren Bann gezogen und mitgerissen, über und unter der Erde, bis zum Ende. Dieses Buch hat mich begeistert.“ Jeff Zalesky schreibt in Publishers Weekly: „Hartnetts aufsehenerregende Coming-of-Age-Geschichte spielt im rauen australischen Bergbau-Outback zur Zeit der Depression und verbindet die knallharte, realistische Schilderung der in Armut lebenden Familie der Erzählerin Harper Flute mit der eher surrealen Geschichte ihres jüngeren Bruders Tin […] Die eindringliche Eloquenz und die traumhafte Verflechtung von Mythischem und Alltäglichem laden zu Vergleichen mit den Werken von David Almond ein.“

## Auszeichnungen
Im Jahr 2000 wurde Thursday’s Child bei den Aurealis Awards als ‚Bestes Buch für junge Erwachsene‘ ausgezeichnet. 2002 erhielt der Roman den Guardian Award. 2008 wurde die Autorin für ihre Bücher mit dem Astrid-Lindgren-Gedächtnispreis ausgezeichnet.

## Referenzen
Thursday’s Child ist in dem literarischen Nachschlagewerk 1001 Kinder- und Jugendbücher – Lies uns, bevor Du erwachsen bist! für die Altersstufe 12+ Jahre enthalten.

## Ausgaben
- Thursday’s Child. Penguin, Australien 2000, ISBN 0-14-029732-4 (englisch).